# باشگاه والیبال وویوودینا
باشگاه والیبال اوکی وویوودینا (به انگلیسی: OK Vojvodina) باشگاه حرفه‌ای والیبال مستقر در نووی ساد صربستان است. این باشگاه در سال ۱۹۴۶ تأسیس شد. این تیم در فصل ۰۷-۲۰۰۶ قهرمان لیگ والیبال صربستان شد و قبل از انحلال و جدا شدن صربستان و یوگسلاوی قهرمان ۹ دوره لیگ بود.